# Tadashige Daigō
Tadashige Daigō (醍醐 忠重?, Daigō Tadashige; Tokyo, 15 ottobre 1891 – Pontianak, 6 dicembre 1947) è stato un ammiraglio giapponese, attivo durante la seconda guerra mondiale.
Proveniente da una famiglia nobile, entrò nella Marina imperiale nel 1912, si specializzò come silurista e, dopo una breve partecipazione alla prima guerra mondiale, fu assegnato all'arma sottomarina. Nel corso degli anni venti comandò un paio di sommergibili di seconda linea e supervisionò l'allestimento finale di altro battello, acquisendo salde competenze in questo campo: per tre anni, nel corso del decennio, servì anche a bordo della nave da battaglia Yamashiro quale ufficiale capo ai tubi lanciasiluri. Dalla fine del 1929 alla fine del 1932, con il grado di capitano di fregata, ricoprì contemporaneamente il posto di istruttore in vari istituti di addestramento del personale; dopo aver guidato due piccole divisioni di sommergibili, per il resto degli anni trenta fu assegnato in successione al comando di una mezza dozzina di incrociatori tra leggeri e pesanti, compresi lo Yubari, il Takao e il vecchio Iwate, con il quale condusse due crociere di addestramento con a bordo i giovani diplomati di Etajima. Alla fine del 1938 divenne aiutante di campo dell'imperatore Hirohito e nel novembre 1940 fu promosso contrammiraglio; circa un anno più tardi fu posto al comando della 5ª Squadriglia sommergibili, con la quale prese parte alla campagna della Malesia, all'occupazione delle Indie olandesi e alla battaglia delle Midway. La dotazione di battelli in larga parte obsoleti, però, gli impedì in quest'ultima occasione di adempiere al compito affidatogli, vale a dire completare uno schermo atto ad avvistare e attaccare le portaerei statunitensi in arrivo da Pearl Harbor. Assegnato al 2º Distretto navale di Kure dall'agosto 1942 all'aprile 1943, sino a ottobre fu al comando dell'11ª Squadriglia sommergibili che guidò in operazioni di attacco al traffico navale contro l'Australia. In novembre assunse il comando della 22ª Forza speciale da presidio per le basi, stanziata in Borneo, e sembra che nel gennaio 1944 si sia macchiato di gravi crimini di guerra a Pontianak.
Direttore della Scuola sommergibilisti dalla fine dell'agosto 1944, posizione dalla quale tentò di rinnovare le tattiche sottomarine nipponiche, nel maggio 1945 divenne comandante della provata 6ª Flotta e ne ideò le principali azioni negli ultimi, disperati mesi di guerra, compreso un rischioso attacco a Ulithi per colpire in porto le portaerei statunitensi. Fu arrestato nel dicembre 1946 e consegnato agli olandesi, che lo condannarono a morte per il massacro a Pontianak, dove fu fucilato l'anno successivo.

## Biografia

### Formazione e inizio della carriera
Tadashige Daigō nacque il 15 ottobre 1891 a Tokyo in una famiglia aristocratica imparentata con la corte imperiale, sì da averla seguita nello spostamento da Kyoto alla nuova capitale; essa si fregiava della blasonatura di marchese (kōshaku) nel sistema nobiliare kazoku allora in vigore: il 18 agosto 1900 Daigō stesso acquisì tale rango alla morte del padre. In giovane età s'iscrisse all'Accademia navale di Etajima e studiò nella 40ª classe, diplomandosi il 17 luglio 1912, diciassettesimo su 144 allievi; ottenne il brevetto di aspirante guardiamarina e fu destinato all'incrociatore corazzato Azuma, sul quale completò la prima crociera d'addestramento all'estero. Rientrato in Giappone, il 1º maggio 1913 fu trasferito all'equipaggio della nave da battaglia pre-dreadnought Shikishima, a bordo della quale ricevette la qualifica di guardiamarina sette mesi più tardi; il 15 gennaio 1914 passò quindi all'incrociatore corazzato Tokiwa. Tra agosto e fine ottobre l'incrociatore fu schierato con il resto della 2ª Flotta per attuare il blocco di Tsingtao, colonia dell'Impero tedesco in Cina al quale era stata dichiarata guerra. Daigō continuò a prestare servizio sul Tokiwa per un altro anno ancora, durante il quale la nave completò numerosi pattugliamenti nell'Oceano Pacifico e in quello Indiano in collaborazione con la Royal Navy. Il 7 dicembre 1915 fu riassegnato al 1º Distretto navale con quartier generale a Yokosuka ma, appena sei giorni più tardi, fu subito reindirizzato alla locale Scuola d'artiglieria navale per frequentarne il Corso base; sempre il 13 dicembre fu promosso sottotenente di vascello. Il 1º giugno 1916 cominciò il Corso base alla Scuola siluristi, che concluse anticipatamente al 14 ottobre: difatti, in virtù del suo rango, dovette dedicarsi al proprio seggio nella Camera dei Pari del Parlamento giapponese. Poté riprendere la carriera militare il 1º dicembre di quell'anno salendo a bordo del moderno incrociatore da battaglia Kongo, cui seguì dal 1º aprile 1917 un posto nell'equipaggio del cacciatorpediniere Urakaze. Destinato all'arma sottomarina, il 1º dicembre transitò nei ranghi della 4ª Divisione sommergibili e il 2 novembre 1918 fu assegnato alla 13ª Divisione sommergibili; il 1º dicembre, in concomitanza alla nomina a tenente di vascello, intraprese gli studi al Corso avanzato della Scuola siluristi, alla cui conclusione nel dicembre 1919 fu destinato al comando di un piccolo battello sottomarino della 12ª Divisione sommergibili.

### Gli anni venti e trenta
Il 4 aprile 1920, in aggiunta al comando di fine 1919, Daigō fu integrato nell'Unità di difesa di Kure, sede del quartier generale del 2º Distretto navale; comunque il 1º dicembre abbandonò entrambe le mansioni per entrare nell'equipaggio del sommergibile di seconda classe Numero 26, poi ridenominato Ro-51. Dal 1º luglio 1921 al 15 aprile 1922 fu comandante ad interim del sommergibile di seconda classe Numero 27/Ro-53 e, per l'ultimo mese di questo incarico, fu anche distaccato alla Scuola siluristi come istruttore. Fu quindi riassegnato allo stato maggiore della Flotta d'addestramento, squadra attivata periodicamente per esercitazioni o viaggi all'estero, prima di essere messo in stato di attesa il 30 maggio. Solo il 20 marzo 1923 tornò in mare a bordo dell'incrociatore ex-russo Bayan, ridenominato Aso e convertito in posamine; tuttavia il 15 maggio ricoprì per la seconda volta il comando provvisorio di un altro sommergibile di seconda classe, il Numero 57/Ro-59. In realtà mantenne il posto fino al 10 maggio dell'anno seguente, quando fu trasferito all'equipaggio dell'incrociatore corazzato Asama. Il 27 ottobre entrò nel personale del 2º Distretto navale e il 1º dicembre fu promosso capitano di corvetta: dotato di notevole esperienza con i battelli sottomarini, il 25 gennaio 1925 fu scelto quale ufficiale soprintendente al completamento del sommergibile di seconda classe Ro-64 che, una volta immesso in servizio, fu posto ai suoi ordini (20 aprile). Il 1º dicembre fece ritorno a terra come membro dello stato maggiore del 1º Distretto navale e tre mesi più tardi transitò nel personale generale, quindi il 1º maggio 1926 andò incontro a un secondo periodo di inattività militare, rimanendo a disposizione di incarichi. Rientrato al 1º Distretto il 7 ottobre, divenne ufficiale capo ai tubi lanciasiluri sulla nave da battaglia Yamashiro per i successivi tre anni. In questo periodo prese parte a esercitazioni e ricognizioni tra il Giappone meridionale, le basi nelle Pescadores e Keelung sull'isola di Formosa. Il 30 novembre 1929 ottenne la promozione a capitano di fregata e la contemporanea triplice nomina a istruttore presso la Scuola di artiglieria navale, la Scuola siluristi e la Scuola sommergibilisti. Infine il 16 dicembre 1930 assunse il medesimo posto alla Scuola di comunicazione navale.

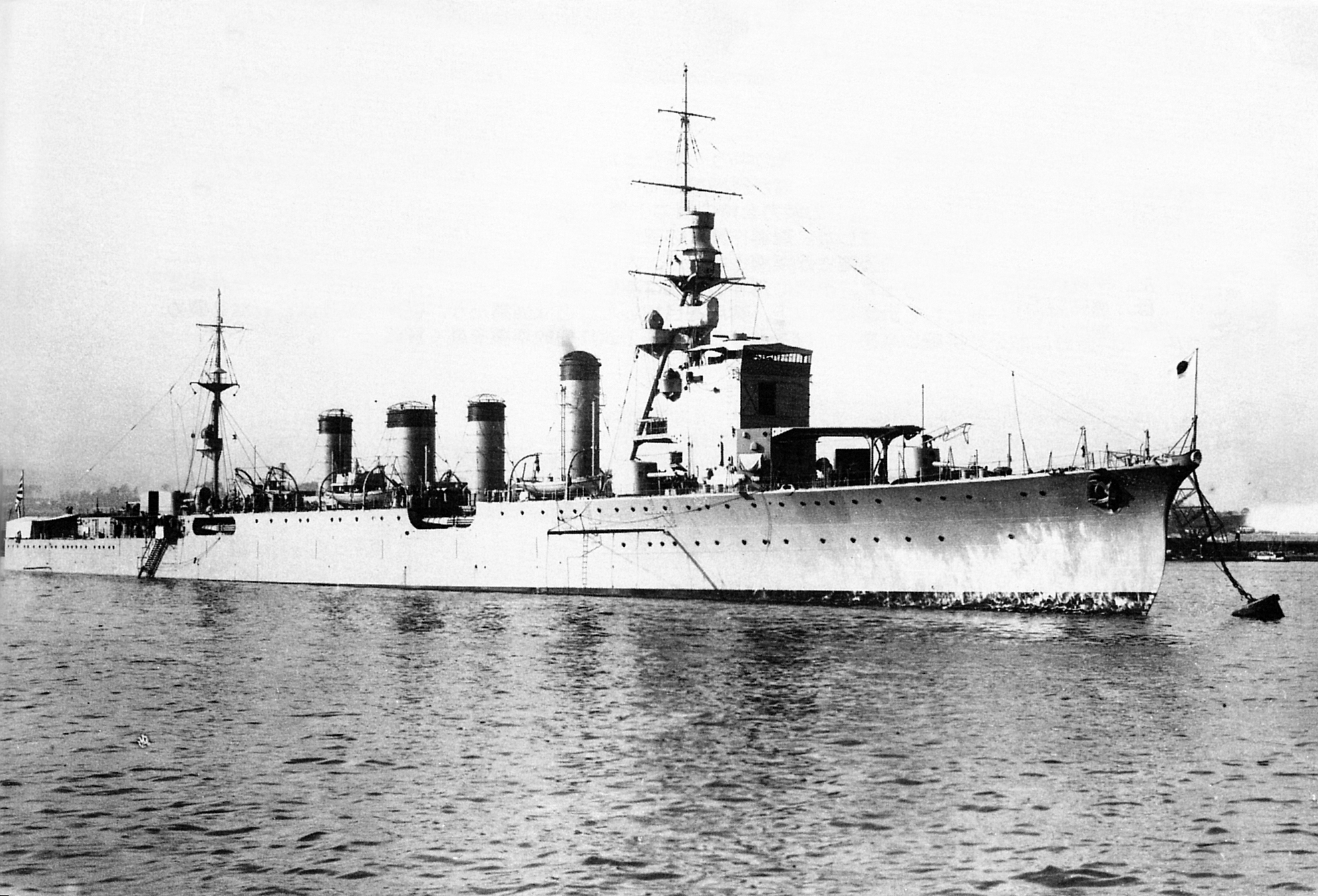
Daigō fu capitano di vari incrociatori durante gli anni trenta, compreso quello leggero Naka

Daigō riprese servizio attivo in mare il 1º dicembre 1932, quando divenne nuovo comandante della 9ª Divisione sommergibili e poi, il 15 novembre 1933, della 19ª Divisione sommergibili. Il 15 novembre 1934, in concomitanza con la promozione a capitano di vascello, transitò alla testa del moderno incrociatore leggero Yubari, un tipo di nave che nella Marina imperiale era adibita a funzioni di comando e controllo delle squadriglie di cacciatorpediniere e sommergibili. Operò sotto il controllo del 1º Distretto navale fino a quando non divenne comandante del pari tipo Naka il 25 maggio 1935; proseguì la familiriazzazione con le ammiraglie di squadroni sommergibili assumendo il comando dell'incrociatore leggero Kuma il successivo 15 novembre. Il 1º dicembre 1936 fu posto a capo del vecchio incrociatore corazzato Iwate e portò a compimento, nei mesi seguenti, le crociere d'addestramento dei giovani diplomati della 64ª e 65ª classe di Etajima: salpando da Yokosuka in entrambe le occasioni, i viaggi si svolsero nel Mar Mediterraneo, Suez e nel Sud-est asiatico. Il 1º dicembre 1937 egli lasciò lo Iwate e divenne comandante sia dell'incrociatore pesante Takao, sia dell'obsoleto incrociatore corazzato Yakumo ormai declassato a nave da difesa costiera; comunque dal 25 gennaio 1938 fu confermato capitano del solo Takao e ne supervisionò gli estesi lavori di ricostruzione e potenziamento fino al 3 giugno, quando fu trasferito alla testa dell'incrociatore pesante Ashigara. Anche questa unità, però, fu ben presto posta in riserva per un'opera di ammodernamento e il 1º dicembre Daigō ne lasciò il comando, rimanendo a disposizione dello stato maggiore generale della Marina che, due settimane più tardi, lo destinò al ruolo di aiutante di campo dell'imperatore Hirohito. Rimase al suo fianco per circa un anno prima di essere sostituito dal contrammiraglio barone Tomoshige Samejima.

### La seconda guerra mondiale

#### 1941-1942

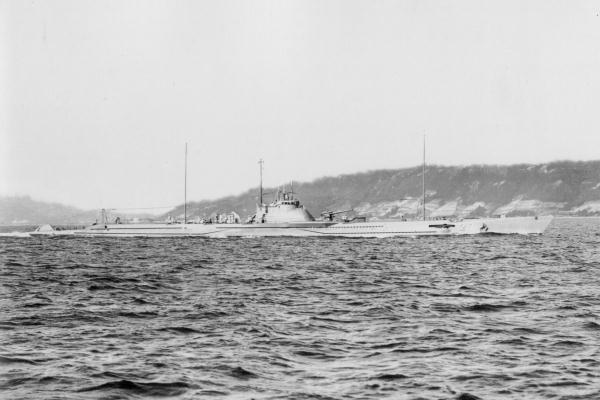
Lo I-64, uno dei sommergibili operanti tra 1941 e 1942 al comando di Daigō

Dalla fine del 1939 Daigō non ebbe alcun particolare incarico militare, ma fu promosso contrammiraglio il 15 novembre 1940. Il 20 ottobre 1941 fu nominato comandante del 5ª Squadriglia sommergibili dipendente dalla 6ª Flotta: il reparto era composto dalla 28ª, 29ª e 30ª Divisione sommergibili, ciascuna con due unità; l'ammiraglia era l'incrociatore leggero Yura, ancorato allora a sud di Capo Camau (estrema punta meridionale dell'Indocina francese occupata) ed era disponibile anche la nave appoggio Rio de Janeiro Maru. I battelli erano lo I-59, I-60, I-62, I-64, I-65 e I-66, tutti di prima classe e dunque capaci di operare a lungo in pieno oceano, ma in generale erano piuttosto datati: difatti gli ultimi due, completati nel corso del 1932, erano anche i più recenti. Egli fu subito messo al corrente delle imminenti operazioni nel Sud-est asiatico e del compito assegnato alla sua squadriglia, affiancato dalla 4ª del contrammiraglio Setsuzō Yoshitomi, vale a dire pattugliare le acque della Malesia britannica, attaccare le navi nemiche avvistate e dare supporto concreto agli sbarchi dell'Esercito imperiale. La pianificazione tattica, alla quale contribuì, previde di creare a est della Malesia due sbarramenti rettilinei orientati in senso ovest-est, uno più vicino alla costa e lungo 100 miglia e il secondo da 200 miglia, ma disposto 100 miglia più a nord. Quest'ultimo comprese anche i sommergibili I-62, I-64, I-65 e I-66 che ebbero il compito precipuo di localizzare eventuali rinforzi navali britannici da Singapore; i battelli, dunque, si trovavano già in posizione quando l'8 dicembre 1941, quasi in sincrono con l'attacco di Pearl Harbor a causa della linea internazionale del cambio di data, ebbero inizio le azioni anfibie nel Golfo di Kuantan, che videro contenuta opposizione. Alle 15:15 del giorno successivo lo I-65 segnalò la presenza in mare della nave da battaglia HMS Prince of Wales e dell'incrociatore da battaglia rimodernato HMS Repulse, unità che furono affondate il 10 dai pesanti attacchi dell'11ª Flotta aerea. La squadriglia di Daigō non ottenne altri apprezzabili successi, eccettuato l'affondamento di un sommergibile olandese a opera dello I-66.
In seguito all'occupazione integrale della penisola, Daigō ebbe nuovi ordini di appoggiare la conquista delle Indie olandesi assieme alla 4ª Squadriglia e alla 6ª del contrammiraglio Chimaki Kōno. La 5ª Squadriglia fu ridenominata per l'occasione "Gruppo B" e assegnata al pattugliamento del Golfo del Bengala, con l'ulteriore disposizione di attaccare quando possibile ogni vascello nemico avvistato. Comunque, tra il 7 e il 13 gennaio 1942, Daigō mantenne a turni i propri sommergibili a copertura degli sbarchi a Manado e Kema, su Celebes, prima di inviarli nelle zone loro assegnate a occidente di Giava e Sumatra. Nel corso dello spostamento andò perso l'I-60, vittima il 17 gennaio del cacciatorpediniere HMS Jupiter mentre percorreva lo Stretto della Sonda. Alla metà di marzo Daigō poté reclamare la distruzione di diciotto navi da carico, di una petroliera e il danneggiamento di altre quattro unità mercantili: buona parte di queste vittorie si verificarono nell'Oceano Indiano. Comunque gli attacchi erano stati portati a navi lente o che viaggiavano isolate e, in nessuna occasione, i sommergibili riuscirono a colpire unità militari degli Alleati. In ultimo le azioni offensive contro il naviglio mercantile, in adesione al vecchio concetto strategico di guerra sottomarina nella Marina imperiale, erano solo viste come corollario alle due missioni principe dei sommergibili, ovvero fungere da sentinelle per i comandanti delle flotte d'invasione e affondare le navi capitali avversarie. Questo pensiero innervò anche l'impiego dei sommergibili previsto per l'operazione Mi, una sortita generale della Flotta Combinata verso l'atollo di Midway allo scopo di occuparlo e provocare la United States Navy in una battaglia decisiva per annientarne le portaerei, ottenendo così controllo assoluto delle distese dell'Oceano Pacifico. Il piano prevedeva che le sette unità della 5ª Squadriglia (I-156, I-157, I-158, I-159, I-162, I-164, I-166) si disponessero in senso sud-ovest nord-est a settentrione dei Banchi della fregata francese, per segnalare i movimenti navali statunitensi. Tale sbarramento doveva essere completato il 1º giugno ma, in realtà, urgenti revisioni tecniche dei vecchi battelli e una tappa per fare rifornimento a Kwajalein compromisero gravemente la missione: lo schermo fu completato solo il 4 giugno e così le Task force 16 e 17 poterono prendere posizione a nord dell'atollo senza essere tempestivamente avvistate, una delle cause della disfatta giapponese a Midway. In seguito la Marina imperiale andò incontro a una vasta riorganizzazione e rinnovamento dei quadri; la 5ª Squadriglia fu disattivata il 14 luglio e Daigō fu mantenuto a disposizione dello stato maggiore generale, che il 20 agosto lo riassegnò al 2º Distretto navale di Kure, dove il 31 divenne comandante della locale squadriglia sommergibili. Questo reparto era confinato al pattugliamento, alla difesa della rada e a compiti addestrativi.

#### 1943-1945
Daigō rimase nelle retrovie sino al 1º aprile 1943, quando fu messo a capo dell'11ª Squadriglia sommergibili, con il quale fu coinvolto in varie operazioni contro la costa orientale dell'Australia; lanciò i propri battelli contro le navi mercantili in viaggio e pianificò anche assalti insidiosi ai principali porti mediante l'impiego di sommergibili tascabili. Il 20 ottobre dello stesso anno cedette il comando e rimase a disposizione dello stato maggiore generale: il 1º novembre fu promosso viceammiraglio e trasferito alla 2ª Flotta di spedizione del sud (operante nelle Indie olandesi) presso il cui stato maggiore fu assistente per pochi giorni. L'8 novembre, infatti, assunse il comando della 22ª Forza speciale da presidio per le basi. Era un reparto di terra della polizia militare della Marina imperiale, distaccato nel Kalimantan Occidentale (Borneo) e costituito da circa 500 uomini, dei quali 200-300 si trovavano a Pontianak, 200 altri a Singkawang e una trentina nel piccolo centro di Ketapang. Il territorio affidatogli era assai vasto, ma la forza navale sotto il suo controllo era temuta dai locali e poteva godere del supporto di numerosi collaborazionisti tra la vecchia polizia militare indonesiana. Già dall'inizio dell'autunno la 22ª Forza speciale aveva iniziato a operare arresti di varie personalità del luogo dopo aver scoperto un piccolo movimento di resistenza, comprendente anche olandesi e cinesi; nei giorni successivi due investigatori avevano fornito notizie (sembra artefatte) di un piano per avvelenare le fonti idriche e gli alimenti della guarnigione giapponese a Pontianak. Quando Daigō assunse il nuovo comando, dunque, la situazione era confusa e gli arresti si moltiplicavano, coinvolgendo intellettuali, commercianti, indonesiani ex-militari e buona parte delle comunità cinesi: il 3 novembre furono presi in custodia anche dodici dei sultani regnanti del Kalimantan, accusati di essere le menti dietro il presunto complotto. Nel corso del gennaio 1944, in due differenti occasioni e ricorrendo largamente alla decapitazione o all'impiego di baionette, i soldati navali nipponici massacrarono oltre 1 500 delle 2 000 persone sequestrate: le uccisioni avvennero in zone recondite attorno Pontianak, non si ebbero che pochi simbolici processi e informazioni manovrate furono diffuse nel luglio 1944 dal giornale Borneo Shinbu, autorizzato e finanziato dalle autorità occupanti. Circa la responsabilità di Daigō, piena o condivisa che fosse, le fonti non sono chiare. A metà agosto fu richiamato in Giappone e nominato il 23 direttore della Scuola sommergibilisti presso Kure, ritornando inoltre a comandare lo squadrone sottomarino alle dipendenze di quel distretto navale. Impressionato dal logorio delle forze sommergibiliste giapponesi, nel settembre 1944 concluse la redazione di un documento intitolato "Campagna sottomarina dell'operazione A, 20 maggio 1944 - 19 luglio 1944": fatto circolare in centinaia di copie dal Comitato d'investigazione di battaglia (dipendente dal dipartimento sottomarino del Ministero della marina), esaminava le capacità di lotta antisommergibile degli Stati Uniti, le deficienze tattico-strategiche giapponesi nell'impiego dei battelli e suggeriva nuove possibilità operative, in primis eliminando la centralità della nave da battaglia e del tradizionale scontro d'artiglieria di superficie. Lo studio ebbe però poca influenza sulle rigide prospettive degli alti comandi. Il 1º maggio 1945 abbandonò entrambe le mansioni per divenire l'ultimo comandante della 6ª Flotta.

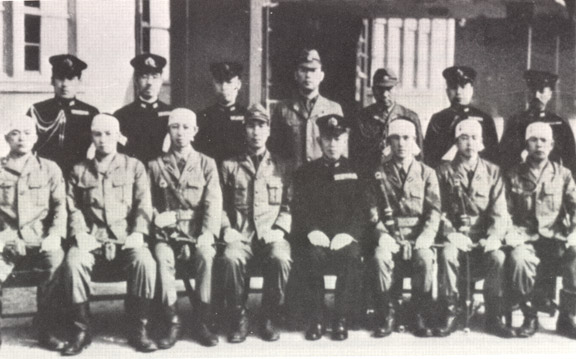
Daigō (al centro in prima fila, in uniforme nera) con collaboratori del suo stato maggiore e membri dell'equipaggio dellI-36, uno dei vettori di kaiten

La formazione era gravemente menomata nella primavera 1945 e dalla fine dell'anno precedente aveva adottato metodi d'attacco estremi, concretizzati nell'utilizzo dei siluri pilotati kaiten. Questi ordigni erano guidati da un equipaggio di uno o due uomini che, senza avere alcuna possibilità di salvarsi, indirizzavano la testata esplosiva contro le carene delle navi statunitensi. Come il suo predecessore Shigeyoshi Miwa, Daigō continuò a organizzare attacchi di tale tipo e già il 6 maggio l'I-366 salpò per prendere in consegna alcuni kaiten: rimase però danneggiato da una mina e dovette annullare la missione. Altre operazioni avvennero il 27 maggio e il 28 giugno, ma nuovamente senza alcun risultato di rilievo – solo il cacciatorpediniere di scorta USS Gilligan fu danneggiato dall'urto violento con un kaiten che però non esplose, mentre l'I-36 sfuggì a stento a un lancio di bombe di profondità dopo aver mancato la nave magazzino USS Antares a sud-est delle isole Marianne. Il 24 luglio, invece, uno dei siluri guidati dell''I-53 centrò a prua il cacciatorpediniere di scorta USS Underhill, il quale fu annientato dall'esplosione e affondò al largo di Luzon. I sommergibili I-53 e I-58 lanciarono altri attacchi suicidi ma infruttuosi il 5, 9 e 12 agosto, sebbene paia che il cacciatorpediniere di scorta USS Johnnie Hutchins sia stato colato a picco nella seconda data da un kaiten. Sempre tra maggio e agosto 1945 Daigō spiegò anche le rimanenti forze sottomarine convenzionali nelle acque di Okinawa, Iwo Jima e delle Filippine, nel tentativo di colpire le principali vie di comunicazione statunitensi che supportavano le truppe sbarcate o foraggiavano le future basi per l'invasione ultima del Giappone metropolitano. Infine fornì alcune centinaia di kaiten alle basi allestite dal Gran Quartier Generale imperiale lungo le coste di Honshū, Shikoku e Kyūshū per contrastare gli sbarchi statunitensi sul suolo nazionale. L'unica a divenire pienamente operativa prima del termine delle ostilità fu quella di Hachijō-jima.
Il 18 luglio, a Maizuru, Daigō presenziò una solenne cerimonia di addio e buon auspicio per gli equipaggi e i piloti dei sommergibili I-401 e I-400 della 1ª Divisione al comando del capitano di vascello Tatsunosuke Ariizumi: erano grandi battelli capaci di lanciare tre idrovolanti ciascuno. Le unità, inizialmente pensate e progettate per attaccare il canale di Panama, erano state reindirizzate a metà giugno a una missione di bombardamento di Ulithi (Arashi-Sakusen od "operazione Tempesta"), importante rada atollina e base principale della flotta di portaerei statunitensi. L'incursione sarebbe dovuta avvenire il 17 agosto 1945 ma, appena due giorni prima, il Giappone si arrese agli Alleati: il 18 Daigō comunicò in chiaro ai due battelli di annullare la missione e tornare indietro, cosa che avvenne a dispetto delle rimostranze degli equipaggi e delle proteste di Ariizumi. La capitolazione aveva provocato episodi di insubordinazione e rifiuto anche in Giappone: Daigō dovette occuparsi di giovani sottufficiali che, all'arsenale sommergibili di Kure, si erano impadroniti di numerose armi per proseguire i combattimenti; da Sasebo gli giunse un telegramma di un capitano che annunciava l'intenzione di salpare e morire in battaglia, in difesa del paese. Non si verificarono comunque incidenti di sorta e poté riprendere il controllo delle sue forze, predisponendone la consegna agli americani.

### La morte
Dopo la cerimonia formale del 2 settembre 1945 Daigō attese alla smobilitazione della 6ª Flotta che fu disattivata il 15 settembre. Quel giorno fece rapporto allo stato maggiore generale, che dieci giorni più tardi lo spostò nella riserva ufficiali, poi abolita nel 1947 con lo scioglimento definitivo della Marina imperiale. Si ritirò a vita privata a Tokyo ma, nel dicembre 1946, fu tratto in arresto con l'accusa di aver commesso crimini di guerra. Trattenuto nel carcere di Sugamo per svariati mesi, fu in seguito consegnato al Regno dei Paesi Bassi e giudicato da un tribunale olandese a Giacarta per i fatti occorsi a Pontianak nel gennaio 1944: alla fine del dibattimento, il 3 ottobre 1947, fu ritenuto colpevole, imputato per crimini di guerra di classe B e C – contro il diritto bellico e contro la pace – e condannato a morte. Nelle settimane successive fu tradotto proprio in quella città, dove la sentenza fu eseguita il 6 dicembre 1947 (aveva da poco compiuto 56 anni) mediante fucilazione. Nel dopoguerra sorsero critiche sulle modalità di giudizio del processo, ritenuto parziale, così come fu denunciata l'iniquità del procedimento officiato a Pontianak contro altri ventisette ufficiali coinvolti nel massacro.
In un momento imprecisato tra il marzo 1959 e l'ottobre 1967 il nome di Daigō fu aggiunto al "Libro delle Anime" custodito nel Santuario Yasukuni; l'iniziativa proveniva dallo stesso sacerdote capo del tempio, l'ex principe e marchese Fujimarō Tsukuba, che in totale consacrò altri 983 colpevoli di crimini di classe B e C nel santuario. Deceduto nel marzo 1978, in luglio gli successe Nagayoshi Matsudaira, genero del viceammiraglio, che nell'ottobre seguente inserì i nomi dei quattordici criminali giapponesi di classe A impiccati nel novembre 1948 o deceduti nel corso del lungo processo di Tokyo.

### Bibliografiche
1. 1 2  (EN) Japanese Paratroop Operations in WWII, su j-aircraft.com. URL consultato il 7 agosto 2017.
2. 1 2 3 4 5 6 7 8 9 10 11 12 13 14 15  (EN) Materials of IJN (Naval Academy class 40), su admiral31.world.coocan.jp. URL consultato il 6 luglio 2017.
3. ↑  (EN) Japanese Minelayers: Tokiwa, su combinedfleet.com. URL consultato il 6 luglio 2017.
4. 1 2 3 4 5  (EN) The Pacific War Online Encyclopedia: Daigo Tadashige, su pwencycl.kgbudge.com. URL consultato il 6 luglio 2017.
5. ↑  (EN) Imperial Battleships: Yamashiro, su combinedfleet.com. URL consultato l'8 luglio 2017.
6. ↑  Stille 2014, pp. 18-19.
7. ↑  (EN) Imperial Cruisers: Yubari, su combinedfleet.com. URL consultato l'8 luglio 2017.
8. ↑  (EN) Imperial Cruisers: Iwate, su combinedfleet.com. URL consultato l'8 luglio 2017.
9. ↑  (EN) Commanders of Submarine Squadrons, Imperial Japanese Navy, World War II, su niehorster.org. URL consultato il 3 agosto 2017.
10. ↑  Boyd, Yoshida 2002, pp. 20, 71.
11. ↑  Boyd, Yoshida 2002, pp. 70-71.
12. 1 2  (EN) The Japanese Submarine Operations in the Dutch East Indies 1941-1942, su dutcheastindies.webs.com. URL consultato il 13 luglio 2017 (archiviato dall'url originale il 6 agosto 2014).
13. ↑  Millot 2002, pp. 75-77.
14. ↑  Stille 2014, p. 340.
15. ↑  Boyd, Yoshida 2002, p. 73.
16. ↑  Boyd, Yoshida 2002, p. 212.
17. ↑  Boyd, Yoshida 2002, pp. 73-75.
18. ↑  Millot 2002, pp. 220-221.
19. ↑  Millot 2002, pp. 234-235.
20. ↑  Boyd, Yoshida 2002, pp. 79-83, 202.
21. ↑  Kratoska 2013, pp. 158-159.
22. ↑  Kratoska 2013, pp. 159-160.
23. ↑  Boyd, Yoshida 2002, pp. 148-149.
24. ↑  Millot 2002, pp. 836-837, 843-844.
25. 1 2  (EN) Japanese Suicide Attacks, su ww2pacific.com. URL consultato il 6 agosto 2017 (archiviato dall'url originale il 19 maggio 2023).
26. ↑  (EN) Naval Operations in the Pacific from March 1944 to October 1945, su shsu.edu. URL consultato il 6 agosto 2017 (archiviato dall'url originale il 14 luglio 2017).
27. ↑  (EN) Imperial Submarines, su combinedfleet.com. URL consultato il 10 agosto 2017.
28. ↑   John J. Geoghegan, Operation Storm: Japan's Top Secret Submarines and Its Plan to Change the Course of World War II, Crown/Archetype, 2013,  p. 16, ISBN 978-0-30746-481-1.
29. 1 2 3  (EN) Yasukuni and the Enshrinement of War Criminals, su nippon.com. URL consultato il 7 agosto 2017.
30. ↑  Kratoska 2013, p. 164.

### Esplicative
1. ↑  Con la designazione "sommergibile di seconda classe" (Ro-Gata) i giapponesi indicavano, a partire dal 1924, un battello intermedio tra i grandi sommergibili oceanici (di "prima classe" o I-Gata) e i più modesti sommergibili costieri o tascabili, riuniti nella "terza classe" o Ha-Gata. Erano pertanto unità dotate di buon armamento e buona autonomia, ma incapaci di operare a lungo lontano dalle proprie basi. Cfr. Stille 2014, pp. 326-327.